# كوردون (سافوا العليا)
كوردون (بالفرنسية:Cordon) هي بلدية فرنسية في إقليم سافوا العليا في منطقة أوفيرن رون ألب في جنوب شرق فرنسا.